# Chris Mills
Christopher Lemonte Mills (Los Ángeles, California, 25 de junio de 1970) es un exjugador profesional estadounidense de baloncesto que jugó 10 temporadas en la NBA. Con 2,01 metros de estatura, jugaba en la posición de alero.

## Trayectoria deportiva

### Universidad
Mills se graduó por la Universidad de Arizona, siendo transferido a la Universidad de Kentucky después de la temporada 1988-89, después de haber sido el centro de un sonado escándalo, envuelto en pagos deshonestos.

### NBA
Fue seleccionado por Cleveland Cavaliers en la posición 22 del draft de la NBA de 1993. Mills jugó además para New York Knicks y Golden State Warriors. Fue miembro de Atlanta Hawks, Boston Celtics y Dallas Mavericks pero nunca jugó un partido para ellos. Era un buen defensa y un decente tirador. Mills tuvo muchos problemas de salud al final de su carrera y no fue un atleta estelar, en sus últimos años fue un fijo en el banquillo.
En 1999, en un partido ante los Mavericks, después de un balón perdido, Mills intentó hacer una canasta, pero en su propio aro. Sorprendentemente, su tiro fue taponado por Samaki Walker jugador de los Mavericks.
Mills grabó un sencillo de rap llamado "Sumptin' to Groove To," junto con muchos jugadores de la NBA en el álbum "Basketball's best Kept Secret," publicado en 1994. Él es además miembro de Alpha Phi Alpha, la primera fraternidad establecida por afroamericanos.

## Controversia
En un partido en diciembre de 2002 contra Portland Trail Blazers, Mills, quien para aquel entonces jugaba para los Warriors, tuvo que ser separado dell jugador de los Blazers Bonzi Wells. Según la liga, Wells lanzó un puñetazo directamente a la cara de Mills. Rasheed Wallace intentó ir a por un aficionado que lo asedió y posteriormente sería multado con 15.000$.
Además, el columnista de CBS Sports, Mike Kahn, escribió que Mills "intentó ir a por Wells en el vestuario", aunque las fuentes revelaron que nunca estuvo a más de 100 pies y que no se le permitió esto ya que fue bloqueado por los miembros de seguridad del pabellón. También fue alegado que Mills utilizó su coche para bloquear la salida del autobús de los Blazers, desafiando a Wells a salir de él, finalmente siguió el autobús y a la escolta policial hasta el aeropuerto.
Hay algunas disputas sobre lo que realmente ocurrió. Mills dijo que no llevaba ningún arma, ni ningún grupo de personas. Mills estaba con su sobrino, y aparentemente desafió a Wells a salir del autobús. La escolta llevó el autobús al aparcamiento del aeropuerto y Mills los siguió hasta allí. Como consecuencia de estos actos, Mills fue suspendido por la NBA por tres partidos.